# 阳明镇
阳明镇是中国广东省河源市和平县下辖的一个镇，是和平县的行政中心镇，原名城厢镇。

## 地理位置
阳明镇位于和平县中部，总面积203.7平方公里。

## 历史沿革
- 1518年：成为新设立的和平县的县治。
- 1941年：为纪念明代著名思想家王阳明在1518年上奏朝廷，使和平县得以建制的历史，改名为阳明镇。[3]
- 2003年：附城镇、粮溪镇并入阳明镇。

## 行政区划
现辖：
东山社区、西城社区、东城社区、南堤社区、福东社区、福丰社区、城西村、城东村、龙湖村、均上村、富联村、新塘村、新社村、均联村、丰道村、雅水村、星星村、珊瑚村、七窖村、谢洞村、均通村、大楼村、坪地村、梅径村、梅埔村、书塘村、聚兴村和中洞村。

## 交通
- 京九铁路：和平站

## 经济情况
2003年，全镇农业总产值为9226万元（现行价）